# The Outer Worlds 2
The Outer Worlds 2 — будущая компьютерная игра в жанре action/RPG, разрабатываемая компанией Obsidian Entertainment при поддержке издательства Xbox Game Studios. Проект является продолжением The Outer Worlds (2019), действие которого разворачивается в звездной системе Аркадия, полностью колонизированной мегакорпорациями. Главным героем является агент Земного директората, которому поручено раскрыть источник возникающих разногласий, угрожающих уничтожить колонию в результате межфракционной войны. Релиз игры запланирован на 29 октября 2025 года для Windows, PlayStation 5 и Xbox Series X/S.

## Игровой процесс
The Outer Worlds 2 представляет собой action/RPG от первого лица. По сравнению с первой частью, в продолжении будет расширенный набор оружия, улучшенная графика и повышенный акцент на экшен-составляющей. Действие игры будет происходить в новой солнечной системе с новым составом персонажей. Проект сохранит древовидную диалоговую систему своей предшественницы, которая влияет на развитие сюжетных линий в зависимости от того, как игрок взаимодействует со своими напарниками и другими второстепенными персонажами на протяжении всего прохождения.

## Разработка
Во время разработки первой части игры Obsidian Entertainment была приобретена Microsoft и в ноябре 2018 года её интегрировали в Xbox Game Studios. Хотя соглашение не повлияло на первоначальные планы по выпуску проекта силами Private Division, в мае 2021 года Microsoft выкупила у этой компании издательские права на продолжение проекта. Вторая часть была запущена в разработку в сентябре 2019 года, за два месяца до выхода The Outer Worlds. В январе 2024 года один из создателей первой части Тим Кейн (который покинул Obsidian в 2020 году), рассказал, что выступал в качестве креативного консультанта продолжения. Кейн похвалил команду разработчиков за то, что они смогли решить проблемы, с которыми он боролся во всех своих проектах со времён Fallout (1997) отметив, что помогал им выявлять «подводные камни» и улучшать общее качество игры. В августе 2024 года, генеральный директор Obsidian Фергус Уркварт заявил, что игра «выглядит потрясающе».
The Outer Worlds 2 была анонсирована на Xbox & Bethesda Games Showcase (в рамках выставки Electronic Entertainment Expo) 2021 года, в качестве эксклюзива для Windows и Xbox Series X/S. На тот момент игра только перешла в стадию полномасштабного производства, и в сопровождающем трейлере (выполненном в юмористическом ключе с диктором, ломающим четвёртую стену) отмечалось, что студия пока не располагает какими-либо материалами для демонстрации. Полноценный трейлер, раскрывающий детали игрового процесса и сюжета, был представлен на церемонии The Game Awards (TGA) в декабре 2024 года. Там же разработчики объявили, что релиз запланирован на 2025 год. Было отмечено, что игра будет также выпущена на PlayStation 5, одновременно с версиями для Xbox и PC.